# Fabriciana cannelata
Fabriciana cannelata är en fjärilsart som beskrevs av Peschke 1934. Fabriciana cannelata ingår i släktet Fabriciana och familjen praktfjärilar. Inga underarter finns listade i Catalogue of Life.